# Șvaițer

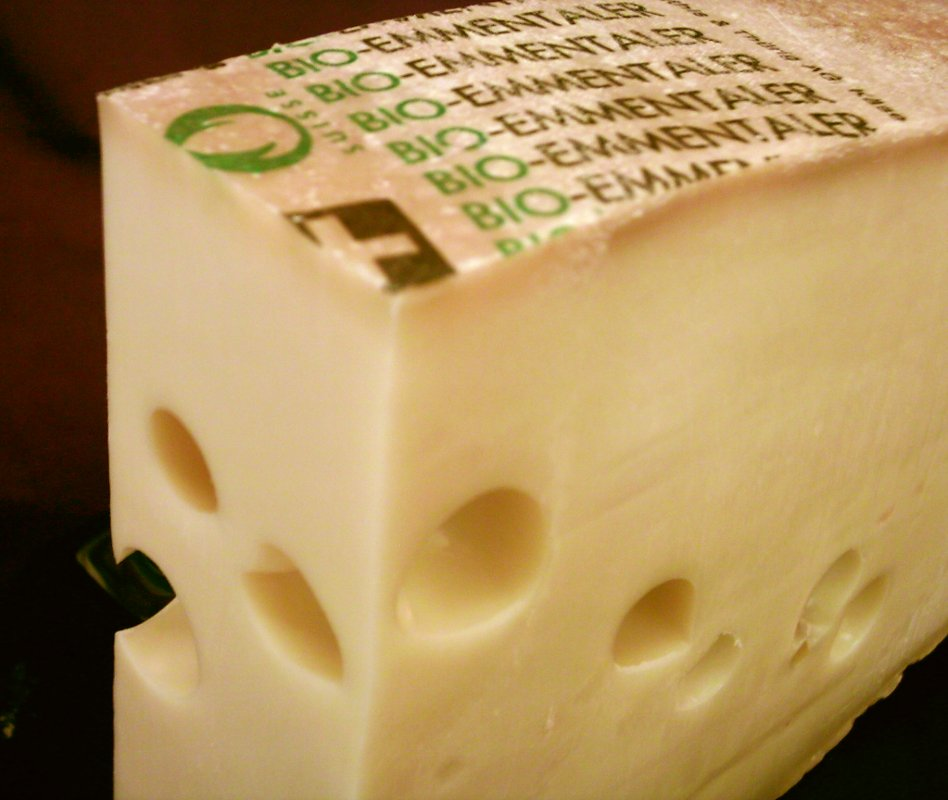

Șvaițer e varietate de brânză, fabricată în România, preparată prin fermentație îndelungată în condiții speciale, având multe goluri în masa ei. Este varianta românească a brânzei elvețiene Emmentaler.